# Eleutherodactylus brevirostris
Eleutherodactylus brevirostris är en groddjursart som beskrevs av Shreve 1936. Eleutherodactylus brevirostris ingår i släktet Eleutherodactylus och familjen Eleutherodactylidae. Inga underarter finns listade i Catalogue of Life.
Denna groda förekommer i bergstrakten Massif de la Hotte i västra Haiti. Arten lever i områden som ligger 570 och 2300 meter över havet. Individerna vistas i fuktiga skogar. Honor gömmer äggen i jordhålor. Grodynglens metamorfos sker inuti ägget.
Beståndet hotas av svedjebruk och av skogsbruk. Det befaras att hela populationen minskade med 80 procent under tio år mellan 2008 och 2018. IUCN kategoriserar arten globalt som akut hotad.